# Jacques Yves Blondela de Taisy
Pour les articles homonymes, voir Blondela.
 (février 2009).
Si vous disposez d'ouvrages ou d'articles de référence ou si vous connaissez des sites web de qualité traitant du thème abordé ici, merci de compléter l'article en donnant les références utiles à sa vérifiabilité et en les liant à la section « Notes et références ».
Jacques Yves Blondela de Taisy, corsaire et navigateur français, né le 9 août 1713 à Saint-Malo, décédé le 17 avril 1788, à Brest.

## Biographie
Il était fils de Pierre Blondela et de Marie Cahour. Il naviguait depuis 1728. Il était capitaine de navire (corsaire) à Saint-Malo. Il a notamment été capitaine du navire (corsaire) "Le Comte de Maurepas" en 1746. Il avait servi avec distinction au Canada pendant le siège de Québec (1759). 
En 1762, il était embarqué comme pilote avec le Chevalier de Ternay dans son expédition de Terre-Neuve. Lieutenant de frégate le 9 août 1762, puis capitaine de brûlot le 16 février 1764, il est chevalier de l'Ordre royal et militaire de Saint-Louis le 28 juin 1775. 